# Bluebell Railway

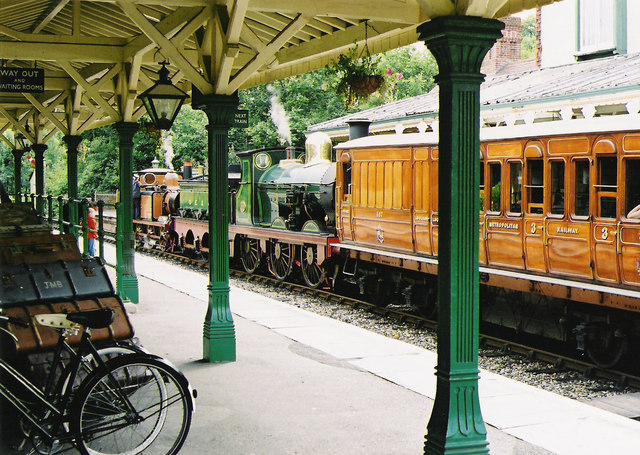
Metropolitan-Railway-Zug in Kingscote

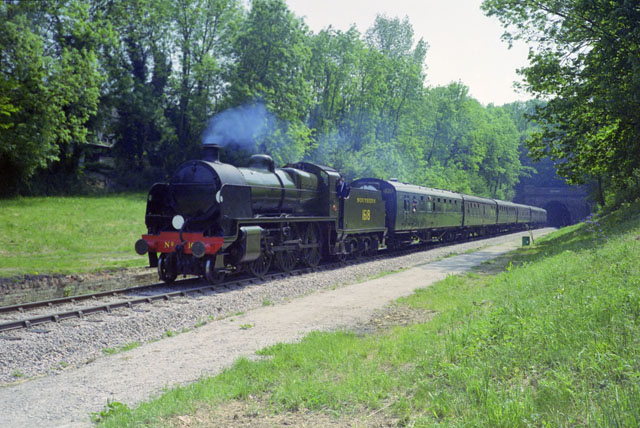
Zug mit Lok 1618 verlässt den Sharpthorne-Tunnel

Die Bluebell Railway ist eine Museumsbahn in der englischen Grafschaft West Sussex. Sie wurde am 17. Mai 1960 als erste dampfbetriebene Museumsbahn Englands in Normalspur eröffnet. Heute verfügt sie über die zweitgrößte Fahrzeugsammlung Großbritanniens nach dem Nationalen Eisenbahnmuseum. Ihre Strecke führt von East Grinstead nach Süden über Kingscote und Horsted Keynes nach Sheffield Park. Der Name stammt von den blauen Glockenblumen (englisch: Bluebells), die entlang der Strecke blühen.

## Geschichte

### Bahnbau
Die heutige Bluebell Railway umfasst den nördlichen Teil der 1882 eröffneten Bahnstrecke East Grinstead–Lewes. Diese hatte an drei Stellen Anschluss an das Eisenbahnnetz, nämlich in East Grinstead nach London Victoria Station, Three Bridges und Tunbridge Wells, in Horsted Keynes über Ardingly nach Haywards Heath an der Brighton Main Line und in Lewes an die East Coastway Line in Richtung Brighton bzw. Hastings.

### Stilllegung
Schon lange vor den massenhaften Streckenstilllegungen der Beeching-Axt, leitete British Railways die Stilllegung ein, sah sich jedoch massivem Widerstand der Bevölkerung in der Region gegenüber. Schließlich wurde der Verkehr am 28. Mai 1955 eingestellt. Dagegen klagte eine Bürgerinitiative erfolgreich unter Berufung auf die Betriebspflicht, die in dem immer noch gültigen Bahnbau-Gesetz von 1877 festgeschrieben war. British Rail nahm am 7. August 1957 den Betrieb wieder auf und stellte ihn erst am 17. Mai 1958 endgültig ein, nachdem das Parlament die Stilllegung bestätigt hatte.

### Museumsbahn

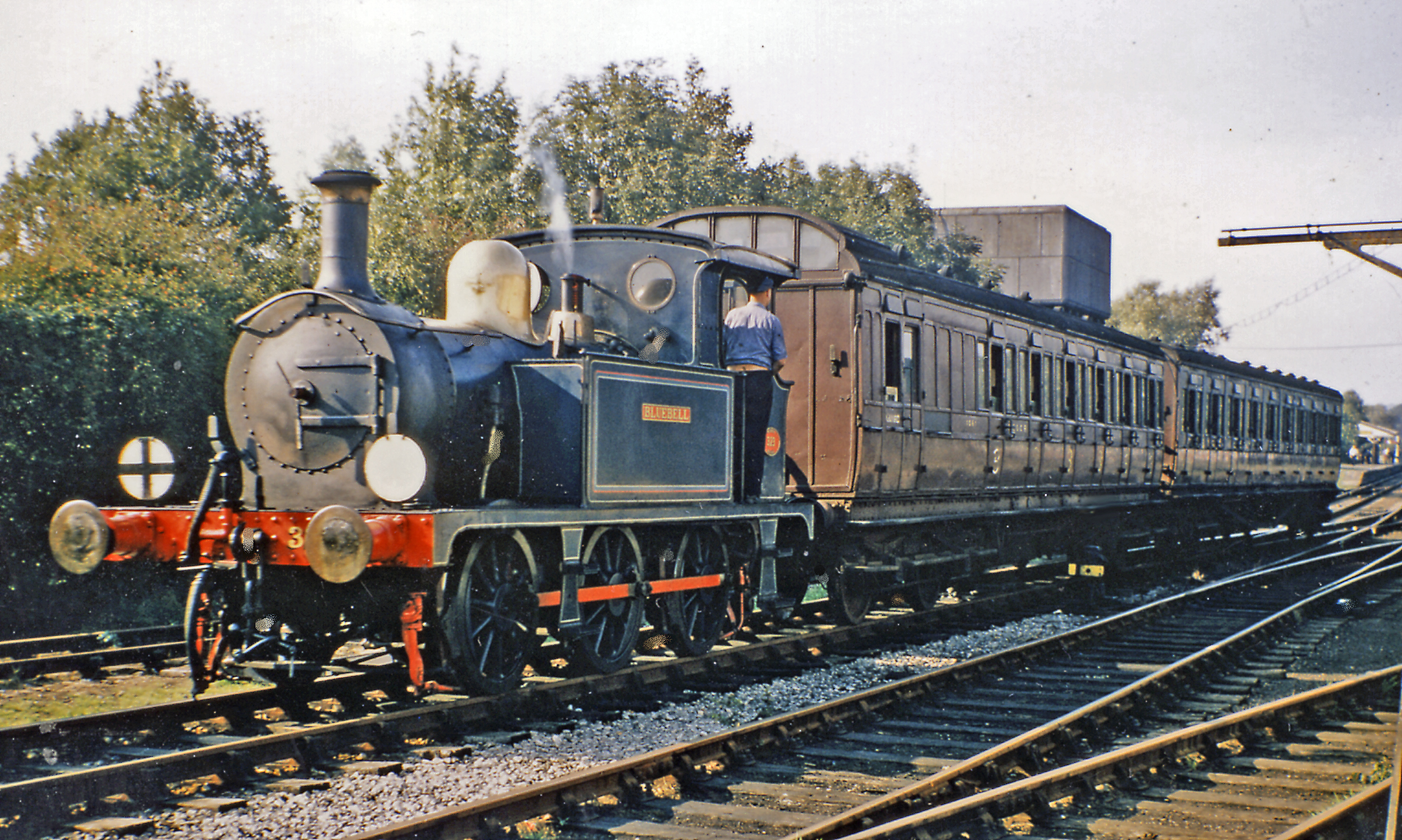
Zug mit Lok Bluebell in Sheffield Park 1970

In dieser Zeit hatte sich die Lewes & East Grinstead Preservation Society, die spätere Bluebell Preservation Society formiert. Ihr gelang es, von British Rail den Abschnitt von Sheffield Park bis zu einem Behelfsbahnsteig vor dem noch planmäßig bedienten Bahnhof Horsted Keynes zu pachten und später zu kaufen. Am 17. Mai 1960 verkehrte der erste Museums-Dampfzug. Damit war die Bluebell Railway die erste dampfbetriebene normalspurige Museumsbahn Großbritanniens.
Aus Geldmangel konnte die Bluebell Railway nicht verhindern, dass die Trasse im Süden in Lewes und bei Sheffield Park mit Straßen überbaut und ein Einschnitt bei East Grinstead als Hausmülldeponie benutzt und verfüllt wurde. 1963 wurde auch die Zweigstrecke nach Haywards Heath stillgelegt, so dass die Bluebell Railway keinen Anschluss an das Eisenbahnnetz mehr hatte.

### Netzerweiterungen

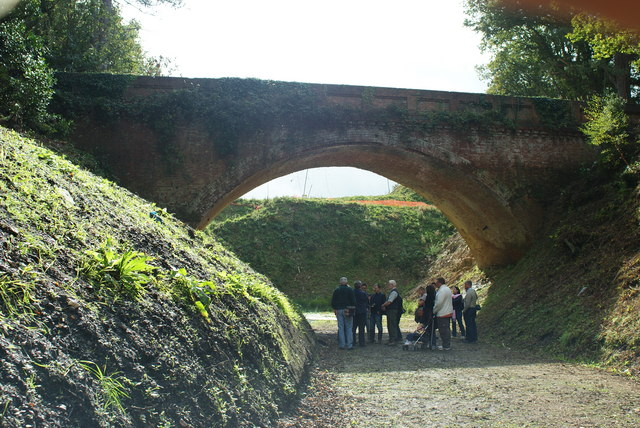
Imberhorne-Einschnitt während der Freigrabungsarbeiten

Trotzdem arbeitete die Bluebell Railway beständig an der Wiederinbetriebnahme weiterer Teile des Streckennetzes. Schon 1961 konnte in den Bahnhof Horsted Keynes eingefahren werden, der somit noch zwei Jahre gemeinsam mit den Personenzügen von British Rail benutzt wurde. 1994 konnte der Betrieb über eine neu gebaute Brücke und durch den Sharpthorne-Tunnel bis Kingscote wieder aufgenommen werden.
Die größten Schwierigkeiten waren für die letzten rund zwei Kilometer bis East Grinstead zu bewältigen. Hier musste unter Beachtung der heutigen Umweltschutzauflagen der Müll entfernt und auf andere Deponien umgelagert werden. 300.000 Kubikmeter Müll mit 90.000 Tonnen wurden mit einem Kostenaufwand von 2,715 Millionen Pfund (rund 3,2 Millionen Euro) entfernt. Die Gesamtkosten betrugen rund 3,6 Millionen Pfund (4,3 Millionen Euro), die weitgehend über Spendenaktionen aufgebracht wurden. Am 23. März 2013 konnte der Betrieb bis East Grinstead aufgenommen und damit die Verbindung zum Eisenbahnnetz wiederhergestellt werden. Das ermöglicht neben der bequemen Anreise für die Besucher auch die Führung von Sonderzügen und den Austausch von Fahrzeugen.
Für die Zukunft wäre auch die Reaktivierung der abgebauten Zweigstrecke nach Ardingly denkbar, die im Besitz der Bluebell Railway ist und in Ardingly Anschluss an die noch im Güterverkehr betriebene Strecke nach Haywards Heath hat. Dafür wäre allerdings der Neubau einer abgebrochenen Brücke und die Sanierung eines Tunnels notwendig. Eine Wiederinbetriebnahme des südlichen Streckenteils nach Lewes wäre nur mit großen Aufwand und teilweiser Neutrassierung möglich.

## Streckenverlauf
Die 17,7 Kilometer lange Strecke führt von East Grinstead in südliche Richtung.

### East Grinstead

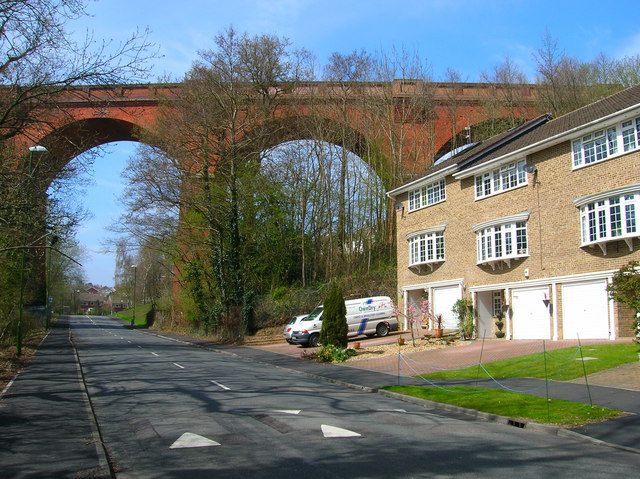
Imberhorne-Viadukt

Die Bluebell Railway hat einen eigenen Bahnsteig etwa 300 Meter vom Bahnhof East Grinstead der Southern. Der einzige Hochbau ist der neu gebaute Wasserturm für die Versorgung der Lokomotiven, für die Fahrgäste wurde in einem Waggon eine kleine Bar mit Laden und Fahrkartenverkauf eingerichtet.
Nach dem Bahnhof passiert die Strecke den Imberhorne-Viadukt und den vom Müll freigelegten Einschnitt.

### Kingscote
Das Bahnhofsgebäude von 1882 ist im Stil von Mitte der fünfziger Jahre restauriert. Der Bahnhof ist außer mit dem Museumszug nur mit dem Bus, per Fahrrad oder zu Fuß erreichbar.
Nach dem Passieren des früheren Bahnhofs West Hoathly wird der 668 Meter lange Sharpthorne-Tunnel durchfahren.

### Horsted Keynes

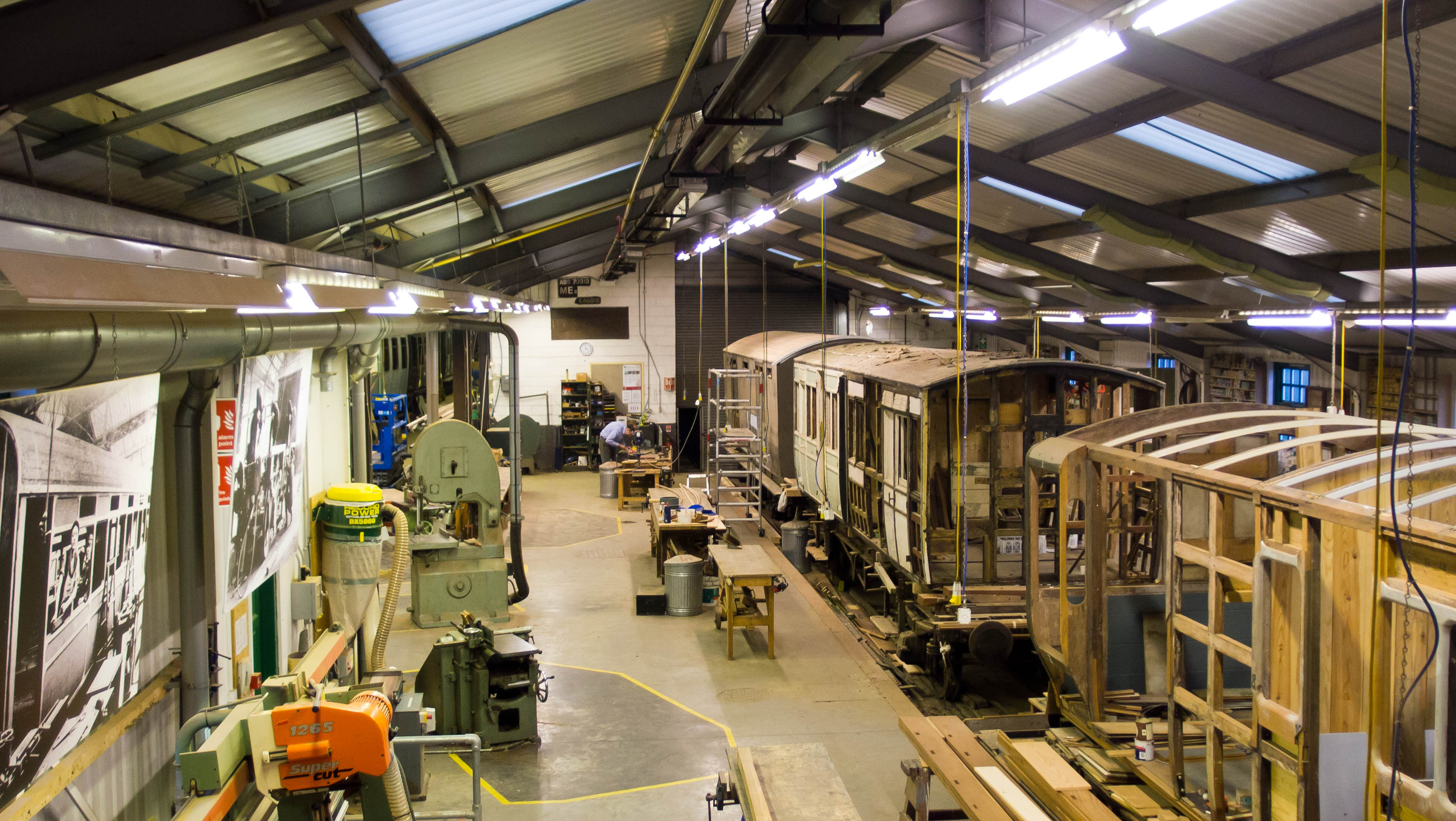
Wagenwerkstatt Horsted Keynes

Der frühere Eisenbahnknotenpunkt verfügt über fünf Bahnsteiggleise. Das Empfangsgebäude und die überdachten Bahnsteige wurden im Stil der zwanziger Jahre restauriert. Der Bahnhof war Schauplatz zahlreicher Filmproduktionen, so etwa in der Fernsehserie Downton Abbey, wo er den Bahnhof Downton darstellt.
Horsted Keynes ist Standort der Wagenwerkstatt der Bluebell Railway, in der die Waggons restauriert und unterhalten werden. Besucher können die Arbeiten von einer Galerie aus beobachten.
In Horsted Keynes zweigte früher die Strecke nach Haywards Heath an der Brighton Main Line ab. Die Bahntrasse ist bis vor Ardingly im Eigentum der Bluebell Railway, das Reststück wird bis heute im Güterverkehr von Network Rail betrieben. In Horsted Keynes wurden der Gleisplan und die Signaltechnik bereits für eine mögliche Reaktivierung dieser Trasse vorbereitet.

### Sheffield Park

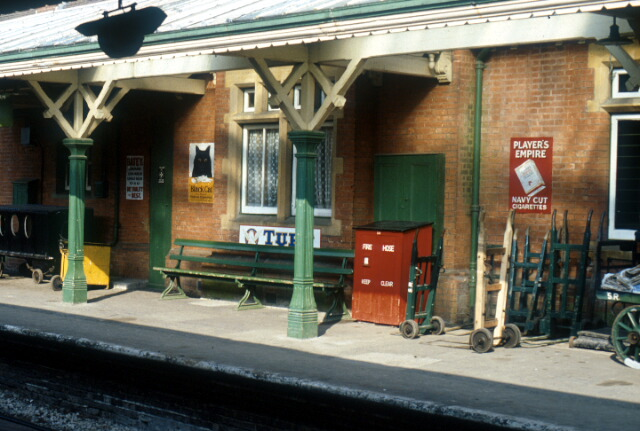
Bahnsteig in Sheffield Park

Das Bahnhofsgebäude ist im Zustand der 1880er Jahre restauriert. Die namensgebende Gartenanlage ist etwa zwei Kilometer entfernt. Für die Besucher verfügt der Bahnhof Sheffield Park über Parkmöglichkeiten, ein Restaurant, Souvenirshop und ein Museum.
Sheffield Park ist der Betriebsmittelpunkt der Museumsbahn. Hier befinden sich das Lokomotiv-Betriebswerk und eine große Wagen-Abstellhalle, die im Rahmen der Aktion Operation undercover mit Mitteln des Heritage Lottery Fund errichtet wurde, damit die wertvollen historischen Züge nicht mehr im Freien abgestellt werden müssen.
Die Strecke führte von hier weiter nach Lewes. Die Trasse ist heute an mehreren Stellen mit Straßen überbaut, so auch kurz nach dem Bahnhof Sheffield Park.

## Fahrzeuge
Die Bluebell Railway verfügt über rund dreißig Dampflokomotiven aus 25 Baureihen und eine große Anzahl von Güter-, Bahndienst- und Personenwagen aus den 1880er bis zu den 1960er Jahren. Damit hat sie die größte Fahrzeugsammlung Großbritanniens nach dem Nationalen Eisenbahnmuseum. Der Schwerpunkt liegt auf den Bahngesellschaften im Süden Englands, also der Southern Region der British Rail bzw. der Southern Railway der Zwischenkriegszeit mit ihren Vorgängergesellschaften.

### Lokomotiven

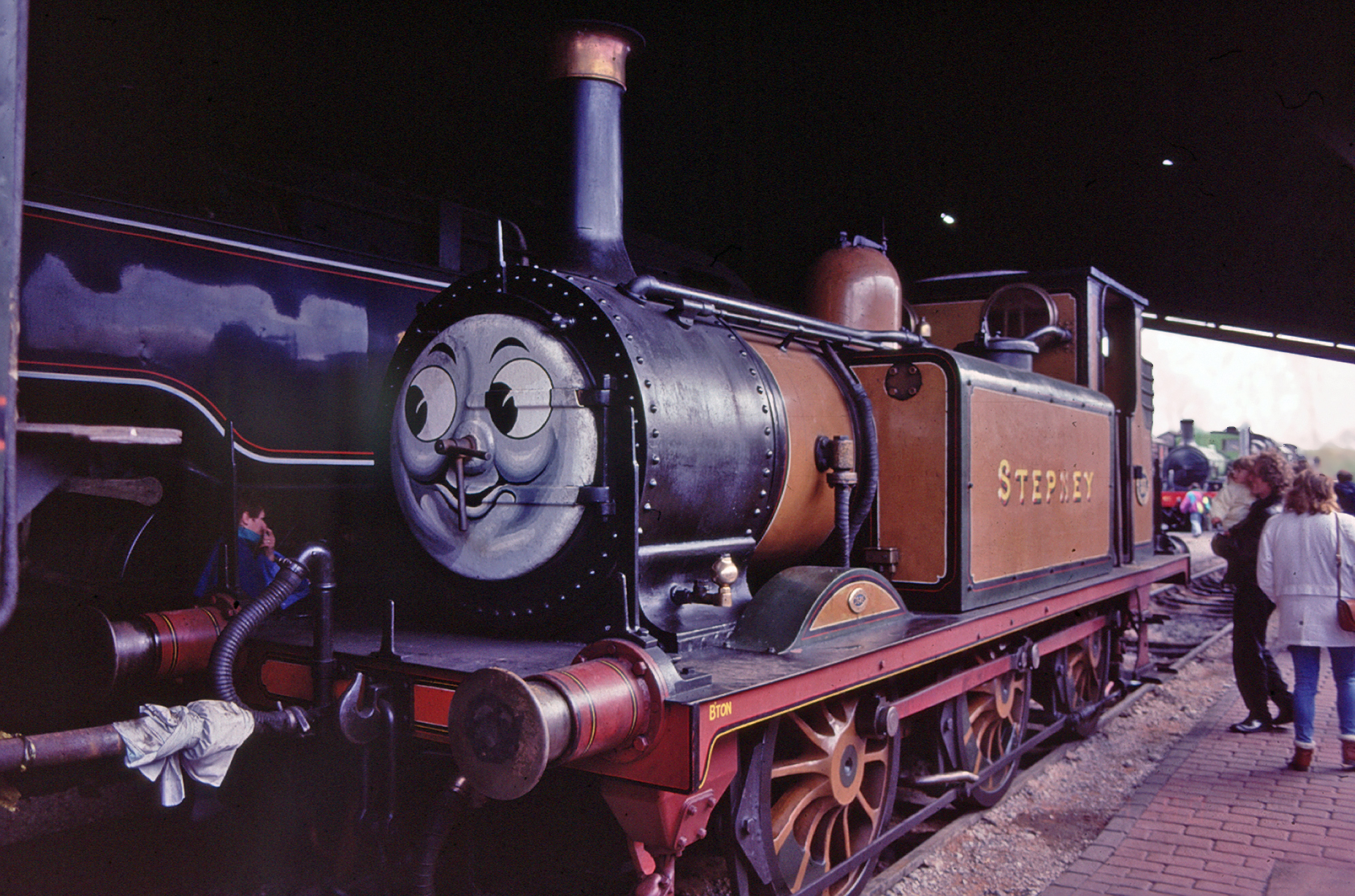
Stepney mit einem Gesicht wie in der Railway Series

Unter den dreißig Dampflokomotiven sind besonders bemerkenswert:
- Der erste Bluebell-Zug am 17. Mai 1960 bestand aus der kleinen Tenderlokomotive Stepney der LB&SCR-Klasse A1 mit zwei Wagen. Sie und Bluebell, Primrose, Birch Grove und Baxter hatten einen Gastauftritt im achtzehnten Railway Series-Buch Stepney the "Bluebell" Engine. Stepney tauchte auch in dessen TV-Adaption Thomas, die kleine Lokomotive & seine Freunde auf, wo seine Rolle allerdings verändert wurde und nicht auf der echten Lokomotive basierte.[10][11]
- Mehrere Lokomotiven aus der Zeit vor dem Ersten Weltkrieg, wie zum Beispiel die ehemalige LSWR-Lokomotive Nr. 488
- Die Pacific-Schnellzuglokomotiven der SR West Country and Battle of Britain Class Blackmoor Vale und Archibald Sinclair
- Vier 1'C2'-Tenderlokomotiven der BR-Standardklasse 4 2-6-4T von 1956, der letzten von der Lokomotivfabrik Brighton gebauten Lokomotivserie.
- Ein 2024 fertiggestellter Nachbau der Lokomotive 32424 Beachy Head der LB&SCR-Klasse H2, der letzten in Großbritannien im Plandienst eingesetzten Atlantic.[12]

### Wagen
Interessante Wagengarnituren:

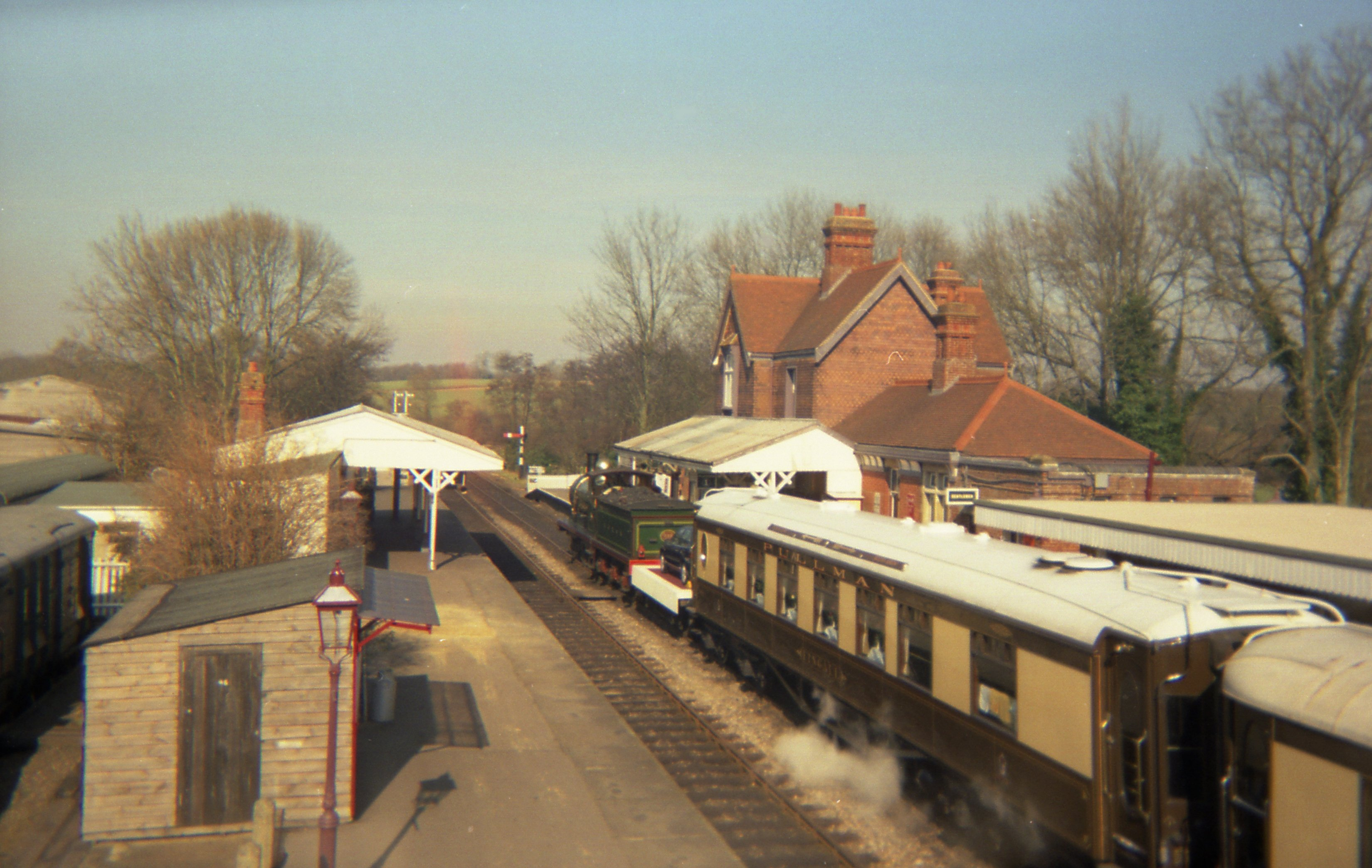
Pullmanzug in Sheffield Park

- Hölzerne Wagen aus den 1880er und 1890er Jahren bilden eine vollständige Zuggarnitur, darunter vier Wagen der Londoner Metropolitan Railway.
- Zahlreiche vierachsige Wagen mit Stahlwagenkasten aus den 1920er bis 1960er Jahren. Einige davon sind barrierefrei zugänglich.
- Der Golden Arrow dining train mit Pullmanwagen, die in Expresszügen wie dem Brighton Belle London–Brighton oder dem Golden Arrow London–Dover liefen.

Auch rund 60 Güterwagen gehören zum Bestand der Museumsbahn. Darunter auch Spezialwagen, wie ein Flatrol Tiefladewagen der Southern Railway.